# Attention danger travail
 (février 2023).
Si vous disposez d'ouvrages ou d'articles de référence ou si vous connaissez des sites web de qualité traitant du thème abordé ici, merci de compléter l'article en donnant les références utiles à sa vérifiabilité et en les liant à la section « Notes et références ».
Pour plus de détails, voir Fiche technique et Distribution.
Attention danger travail est un documentaire de Pierre Carles, Christophe Coello et Stéphane Goxe. Il se propose de donner la parole à certains RMIstes prenant une posture pour le moins non conventionnelle lors de leurs entretiens à l'ANPE, en affirmant refuser de chercher un travail. Il est sorti au cinéma en France le 8 octobre 2003. Une version plus courte, intitulée Danger travail, est sortie en 2002.

## Synopsis
Ce film développe les points de vue exprimés par ceux qui refusent « des boulots de merde payés des miettes », points de vue éminemment minoritaires dans les médias puisque contrant le discours dominant sur la valeur travail, relayé par les conseillers pour l'emploi. Le film montre par exemple comment un employé est instruit lors de son premier jour du travail chez Domino's Pizza ; puis le spectateur voit les travailleurs de Michelin et les écoute lire le livre de leur PDG relatant son rapport à ses employés. On peut voir parallèlement une assemblée du Medef et ses membres exprimer leurs positions sur l'emploi en France et, en contrepoint, des chômeurs expliquer pourquoi ils refusent de travailler.

## Fiche technique
- Réalisateurs : Pierre Carles, Christophe Coello et Stéphane Goxe
- Productrice : Annie Gonzalez
- Société de Production : CP Productions
- Monteurs : Virginie Charifi, Youssef Charifi et Bernard Sasia
- Type : documentaire
- Durée: 145 minutes